# سعیدآباد (رودپی)
سعیدآباد روستایی در دهستان رودپی شرقی بخش رودپی شهرستان ساری استان مازندران ایران است.

## جمعیت
بر پایه سرشماری عمومی نفوس و مسکن در سال ۱۳۹۵ جمعیت این روستا ۲۶۰ نفر (۸۴خانوار) بوده‌است.